# Pristolepis marginata
Pristolepis marginata là một loài cá nước ngọt trong họ Pristolepididae. Loài này được Thomas Caverhill Jerdon mô tả năm 1849 dưới danh pháp Pristolepis marginatus, tuy nhiên Pristolepis là danh từ giống cái nên danh pháp chính xác hiện nay là Pristolepis marginata. Nó là loài điển hình của chi Pristolepis do là loài duy nhất được mô tả khi Jerdon mô tả chi mới này.

## Mẫu định danh
Mẫu định danh dài 4 inch (10 cm). Tác giả Jerdon thu thập các mẫu vật từ sông Manantoddy (sông Mananthavady) ở Cauvery, sông Cotiaddy ở miền bắc Malabar và tại một suối nước chảy nhanh chảy gần Canote ở Malabar.

## Từ nguyên
Tính từ định danh marginata (giống đực: marginatus, giống trung: marginatum) là tiếng Latinh nghĩa là "có gờ" hoặc "có mép"; có lẽ đề cập đến các mép màu ánh trắng (Jerdon không ghi trong mô tả) trên vây đuôi và trên phần tia mềm của vây lưng và vây hậu môn.

## Phân bố
Loài này là đặc hữu Tây Ghats ở Ấn Độ; được tìm thấy tại các bang Tamil Nadu, Kerala, Karnataka, Maharashtra, Gujarat. Pristolepis marginata sinh sống ở các dòng suối trong với nước chảy hay nước lặng, ưa thích nước có độ sâu vừa phải và xuất hiện ở các kênh mương giữa dòng chảy. Nó cũng được tìm thấy ở các vùng thượng lưu của các hồ. Nó được biết đến là một loài cá ăn thịt và kiếm ăn theo cột nước. Tuy nhiên, theo Plamoottil (2013) thì loài này chỉ được tìm thấy tại sông Mananthavady, huyện Wayanad, bang Kerala, Ấn Độ.

## Đặc điểm
Theo Plamoottil (2013), thì trong một thời gian dài nhiều nhà phân loại học, như từ Jerdon (1865) cho tới Britz et al. (2012) coi Catopra malabarica là đồng nghĩa của P. marginata; và mô tả hiện tại trên Fish Base cũng là sự pha trộn các đặc điểm của P. marginata với P. malabarica (Chiều dài tối đa 15 cm. Vây lưng: tia gai 13-16, tia mềm 11-13; vây hậu môn: tia gai 3-4, tia mềm 7-9).
Dưới đây liệt kê hai mô tả, một trong số này là mô tả gốc của Jerdon (1849) như sau:
Thân ép dẹp bên và cao. Vẩy trên xương trước nắp mang lớn, trên nắp mang nhỏ hơn. Màu xanh lục sáng xỉn, phía dưới nhạt hơn. Vây lưng và vây hậu môn với sọc màu da cam trên màng phần tia gai. Một số vảy nhỏ tại gốc đuôi. Vây ngực khá lớn, hơi thuôn tròn; phần tia mềm của vây lưng và vây hậu môn thuôn tròn và cao hơn nhiều so với phần tia gai. Vây đuôi thuôn tròn. Đườn bên song song với lưng gần như trong khắp khoảng chiều dài vây lưng và ở khoảng cách ~1/4 chiều cao của thân, trên hàng vảy thứ ba; sau đó ở trung tâm và trên hàng vảy thứ bảy. Chiều dài đầu bằng 33,3% chiều dài tiêu chuẩn, chiều cao cơ thể bằng khoảng 50% chiều dài tiêu chuẩn. Công thức vây: Vây lưng tia gai 15, tia mềm 12; vây ngực 15; vây chậu tia gai 1, tia mềm 5; vây hậu môn tia gai 4, tia mềm 8; vây đuôi 14.
Mô tả thứ hai lấy theo Plamoottil (2013):
Chiều dài tiêu chuẩn 93,8 ± 11,9 mm. Cơ thể tổng thể gần như hình chữ nhật, hai bên ép dẹp mạnh; chiều sâu cơ thể 40-41,6% chiều dài tiêu chuẩn, chiều rộng cơ thể 47,6-50% chiều sâu cơ thể; đường viền lưng nhô dần từ mõm về phía trước lưng, lồi dọc theo lưng, đột ngột thon nhỏ ở cuống đuôi; đường viền bụng hơi lồi đến gốc vây bụng, sau đó gần như thẳng đến gốc vây hậu môn và thon nhỏ mạnh ở gốc đuôi. Đầu vừa phải đến lớn, chiều dài 32-38% và chiều sâu 32-37% chiều dài tiêu chuẩn, nhọn về phía mõm. Mắt nằm ở phía trước phần lưng của đầu, đường kính bằng 23-29% chiều dài đầu và bằng 77-122% chiều rộng liên hốc mắt. Lỗ mũi sau là một lỗ tròn, nằm gần hốc mắt, lỗ mũi trước ở cuối một ống ngắn, ở giữa môi trên và hốc mắt. Miệng hếch, chiều rộng bằng 30-34% chiều dài đầu, hàm trên kết thúc ở điểm trên đường thẳng đứng hơi ở phía trước mép trước của hốc mắt; nắp mang với 2 gai ở phía sau bằng nhau về chiều dài và độ cứng; góc trước nắp mang có khía răng cưa vừa phải với 18 răng cưa; chỗ nối của liên và dưới nắp mang hơi khía răng cưa; xương trước hốc mắt với 9 răng chắc khỏe ở mép dưới của nó. Gốc phía trước của phần gai vây lưng nằm trên gốc vây ngực và ngay trước vây bụng; vây lưng tia gai 15, tia mềm 12; vây ngực vươn tới hàng vảy thứ chín, ở các mẫu nhỏ hơn thì vây ngực vươn tới hậu môn, ở những mẫu lớn hơn thì nó gần đến lỗ hậu môn, 13-14 tia; vây chậu bắt nguồn ngay phía sau gốc vây ngực, tia gai 1, tia mềm 5; vây hậu môn tia gai 4, tia mềm 7-8, tia gai thứ ba dài hơn ba tia gai khác; vây đuôi thuôn tròn, 14 tia. Vảy tương đối lớn, các vảy nhỏ hơn xuất hiện trên ngực, xung quanh gốc của phần vây lưng mềm, vây hậu môn mềm và phần sau của vây đuôi; các vảy nhỏ xíu có trên gốc các tia vây của vây lưng, vây đuôi và vây hậu môn. Vảy giữa viền phần bụng của hốc mắt và gờ phần bụng của trước nắp mang 5-6; vảy trước lưng 15-17; vảy đường bên 19-21/12-15; vảy nằm giữa nhánh lưng và nhánh bụng của đường bên 0,5-2,5; vảy ngang bên 4,5-9,5; vảy nằm giữa đường bên và vây lưng 4,5; vảy nằm giữa đường bên và vây bụng 9,5; vảy nằm giữa đường bên và vây hậu môn 9,5-10,5; vảy trước vây chậu 14-15; vảy trước vây hậu môn 28-30; vảy nhánh bên lưng đường bên 19-21; vảy nhánh bụng đường bên 6-9; chồng lấp giữa nhánh lưng và nhánh bụng 1- 4 vảy; vảy giữa nhánh lưng của đường bên và gốc của điểm giữa phần gai vây lưng 3,5; vảy giữa nhánh lưng của đường bên và gốc phía trước của phần gai vây hậu môn 9,5; vảy trên cuống đuôi 7. Đường bên đứt đoạn, nhánh lưng kéo dài từ đai vai theo đường lồi theo chiều dọc đến điểm trên đường thẳng đứng đi qua gốc tia mềm thứ nhất vây hậu môn hoặc phía trước tia gai vây hậu môn; nhánh đường bên phía lưng tạo thành một đường nằm ngang từ gốc phía trước hoặc ngay phía sau vây lưng mềm đến gốc vây đuôi và từ đây thành một đường thẳng đến gốc vây đuôi. Mặt lưng và mặt bên màu xanh lục; mặt bụng màu trắng hoặc trắng ánh nâu; màng liên gai của vây lưng màu da cam; các vây còn lại màu ánh xanh lục; một dải sẫm màu có thể thường xuất hiện trên vây lưng mềm, vây hậu môn mềm và vây đuôi; gốc vây đuôi màu đen sẫm. Sau khi bảo quản trong formalin, các mẫu vật cá này có màu đen.
P. marginata khác với tất cả các đồng loại khác bởi màu sắc, các đặc trưng định lượng và đo đạc hình thái. Phần thân và các vây của nó có màu ánh xanh lục; màng liên gai của vây lưng màu cam. Nó khác với các đồng loại ở miền nam Ấn Độ là P. malabarica và P. rubripinnis ở chỗ có 4 tia gai hậu môn và 15 tia gai lưng (so với 3 tia gai hậu môn và 14 tia gai lưng).

## Sử dụng
Có giá trị làm cá thực phẩm ở quy mô địa phương và cá cảnh ở quy mô quốc tế.